# Staartlamel
Bij de juffers (Zygoptera), een onderorde van de libellen (Odonata), bezitten de larven aan het uiteinde van hun achterlijf drie bladvormige aanhangsels, staartlamellen genoemd. Men spreekt ook wel van caudaallamellen of tracheekieuwen.
Een staartlamel heeft de vorm van een lang ellipsvormig blad, enkele malen langer dan breed, met een boomvormige structuur van tracheeën. De top is afgerond, puntig of uitgerekt tot een spits. De zijkanten zijn vaak voorzien van haren. De staartlamellen zijn meestal doorzichtig, maar soms voorzien van donkere dwarsbanden of andere vlekken.
De staartlamellen worden bij een aantal geslachten door een dwarse nodale naad ingesnoerd en in twee delen verdeeld.
De functie van de staartlamellen is tweevoudig. Ze dienen ongetwijfeld voor de ademhaling, alhoewel exemplaren die meerdere of alle lamellen verloren zijn wel in leven blijven. Verder worden ze ook gebruikt bij het zwemmen. 
Bij de echte libellen of glazenmakers (Anisoptera) zijn de staartlamellen gereduceerd tot een kleine abdominale piramide en gebeurt de ademhaling via de darm.
De vorm en kleur van de staartlamellen zijn vaak soortspecifiek en kunnen dus als determinatiekenmerk gebruikt worden.